# 가상 현실 헤드셋

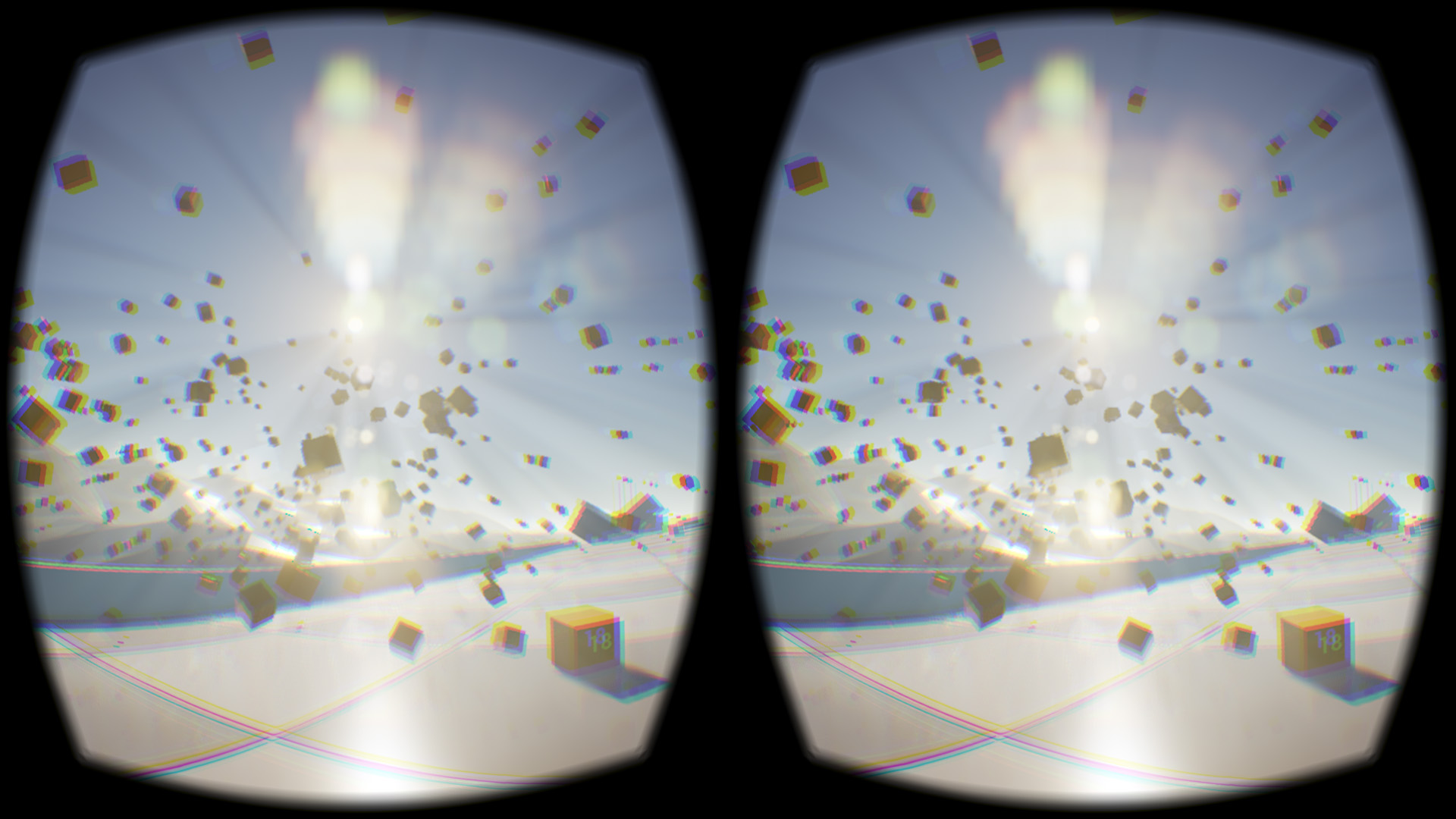
VR 헤드셋을 통해 보이는 이미지

가상 현실 헤드셋(Virtual reality headset) 또는 VR 헤드셋은 착용자에게 가상 현실을 제공하는 머리에 장착하는 장치이다. VR 헤드셋은 VR 비디오 게임에 널리 사용되지만 시뮬레이터 및 트레이너를 포함한 다른 응용 프로그램에도 사용된다. VR 헤드셋에는 일반적으로 입체 디스플레이(각 눈에 별도의 이미지 제공), 스테레오 사운드, 그리고 사용자 머리의 자세를 추적하여 가상 카메라의 방향을 실제 세계의 사용자 눈 위치와 일치시키는 가속도계 및 자이로스코프와 같은 센서가 포함된다.
일부 VR 헤드셋에는 시선 추적 센서와 게임 컨트롤러도 있다. VR 안경은 사람이 머리를 돌릴 때 시야가 바뀌는 헤드 트래킹(head-tracking)이라는 기술을 사용한다. 머리가 너무 빨리 움직이면 레이턴시가 발생하여 기술이 완벽하지 않을 수 있다. 그럼에도 불구하고 몰입감 넘치는 경험을 제공한다.

## 역사
1991년에 발표되어 1993년 초 겨울 소비자 가전 전시회(CES)에서 선보인 세가 VR은 콘솔용으로 출시되지 않았지만 1994년 세가 VR-1 모션 시뮬레이터 아케이드 명소에 활용되었다. 또 다른 초기 VR 헤드셋인 Forte VFX1이 발표되었다. 1994년 CES에서. VFX-1에는 입체 디스플레이, 3축 헤드 트래킹 및 스테레오 헤드폰이 있다. 또 다른 선구자인 소니는 1997년에 위치 센서 옵션이 있는 글래스트론(Glasstron)을 출시했다. 이 제품은 착용자가 주변을 볼 수 있도록 하고 사용자의 머리가 움직일 때 원근감도 움직여 깊은 몰입감을 선사한다. 이 VR 헤드셋은 메크워리어 2(MechWarrior 2) 플레이어에게 조종석 내부에서 전장을 볼 수 있는 새로운 시각적 관점을 제공했다. 그러나 이러한 초기 헤드셋은 제한된 기술로 인해 상업적으로 실패했으며 존 카맥은 "두루마리 휴지 튜브를 통해 보는 것"이라고 묘사했다.
2012년에는 오큘러스 리프트로 알려진 VR 헤드셋에 대한 크라우드 펀딩 캠페인이 시작되었다. 이 프로젝트는 나중에 회사의 CTO가 된 카맥을 포함하여 몇몇 저명한 비디오 게임 개발자가 주도했다. 2014년 3월, 프로젝트의 모회사인 오큘러스 VR이 페이스북에 20억 달러에 인수되었다. 오큘러스 리프스의 최종 소비자 지향 릴리스는 2016년 3월 28일에 출시되기 시작했다.
2014년 3월, 소니는 나중에 플레이스테이션 VR로 명명된 플레이스테이션 4용 프로토타입 헤드셋을 시연했다. 2014년에 밸브는 몇 가지 헤드셋 프로토타입을 시연했으며, 이를 통해 HTC와의 파트너십을 통해 바이브를 생산하게 되었다. 바이브는 사용자가 자연스럽게 탐색하고 상호 작용할 수 있는 "룸 스케일" VR 환경에 중점을 둔다. 바이브는 2016년 4월에, 플레이스테이션 VR은 2016년 10월에 출시되었다.
가상 현실 헤드셋과 뷰어도 스마트폰용으로 설계되었다. 디스플레이가 통합된 헤드셋과 달리 이 장치는 본질적으로 스마트폰을 삽입할 수 있는 인클로저이다. VR 콘텐츠는 전용 내부 디스플레이가 아닌 입체경 역할을 하는 렌즈를 통해 기기 자체 화면에서 시청된다. 구글은 구글 카드보드로 알려진 가상 현실 뷰어를 위한 일련의 사양 및 관련 DIY 키트를 출시했다. 이러한 뷰어는 판지와 같은 저렴한 재료(및 자이로스코프가 있는 스마트폰)를 사용하여 구성할 수 있다. 삼성전자는 오큘러스 VR과 제휴해 삼성 기어 VR(최신 삼성 갤럭시 기기만 호환 가능)을 공동 개발했으며, LG전자는 LG 360 VR로 알려진 LG G5 스마트폰 전용 디스플레이가 탑재된 헤드셋을 개발했다. Xion 및 Kolke와 같은 아시아 하드웨어 제조업체는 저렴한 가상 현실 헤드셋을 개발했다. 2017년 중국 회사 텐센트는 그 해에 가상 현실 헤드셋 출시를 준비하고 있다고 발표했다. 2019년에는 오큘러스와 플레이스테이션 VR이 VR 헤드셋 시장을 장악했다.
2019년 6월 밸브는 HTC와의 파트너십 없이 자체 헤드셋인 밸브 인덱스(Valve Index)를 출시했다.

## 같이 보기
- 증강 현실
- 곡면 텔레비전